# Odvar Nordli
Odvar Nordli (Stange–Tangen, 1927. november 3. – Oslo, 2018. január 9.) norvég politikus, miniszterelnök (1976–1981).

## Élete
1927. november 3-án született Tangenban (Stange) Eugen Nordli (1905–1991) vasutas és Marie Jørgensen (1905–1984) gyermekeként. A második világháború után a norvég hadseregben szolgált a megszállt Németország területén. Ezt követően 1961-ig okleveles könyvelőként dolgozott. 1951 és 1963 között Stange község alpolgármestere volt.
1961 és 1981 között a norvég parlament (Storting) tagja volt. 1971 és 1972 között önkormányzati miniszter volt Trygve Bratteli első kormányában. 1976. január 15. és 1981. február 4. között Norvégia miniszterelnöke volt. 1981 és 1985 között a Storting alelnöke volt. 1981 és 1994 között Hedmark megye kormányzójaként is tevékenykedett. 1985 és 1996 között tagja volt a norvég Nobel bizottságnak is.
Nyugdíjba vonulása után több könyvet is publikált, amelyek főleg életrajzi és politikai történeteket tartalmaztak.

## Fontosabb művei
- Langs veg og sti (1984)
- Min vei (1985)
- Morgenlandet (1991)
- Vi så kornmoglansen (1994)
- Storting og småting (1996)
- Skråblikk fra godstolen (2006)
- Alvorlig talt: samtaler om politikk (2008, Kåre Willoch-hal közösen)